# Pterocephalus perennis
Pterocephalus perennis är en tvåhjärtbladig växtart. Pterocephalus perennis ingår i släktet Pterocephalus och familjen Dipsacaceae.

## Underarter
Arten delas in i följande underarter:
- P. p. bellidifolius
- P. p. perennis

## Bildgalleri

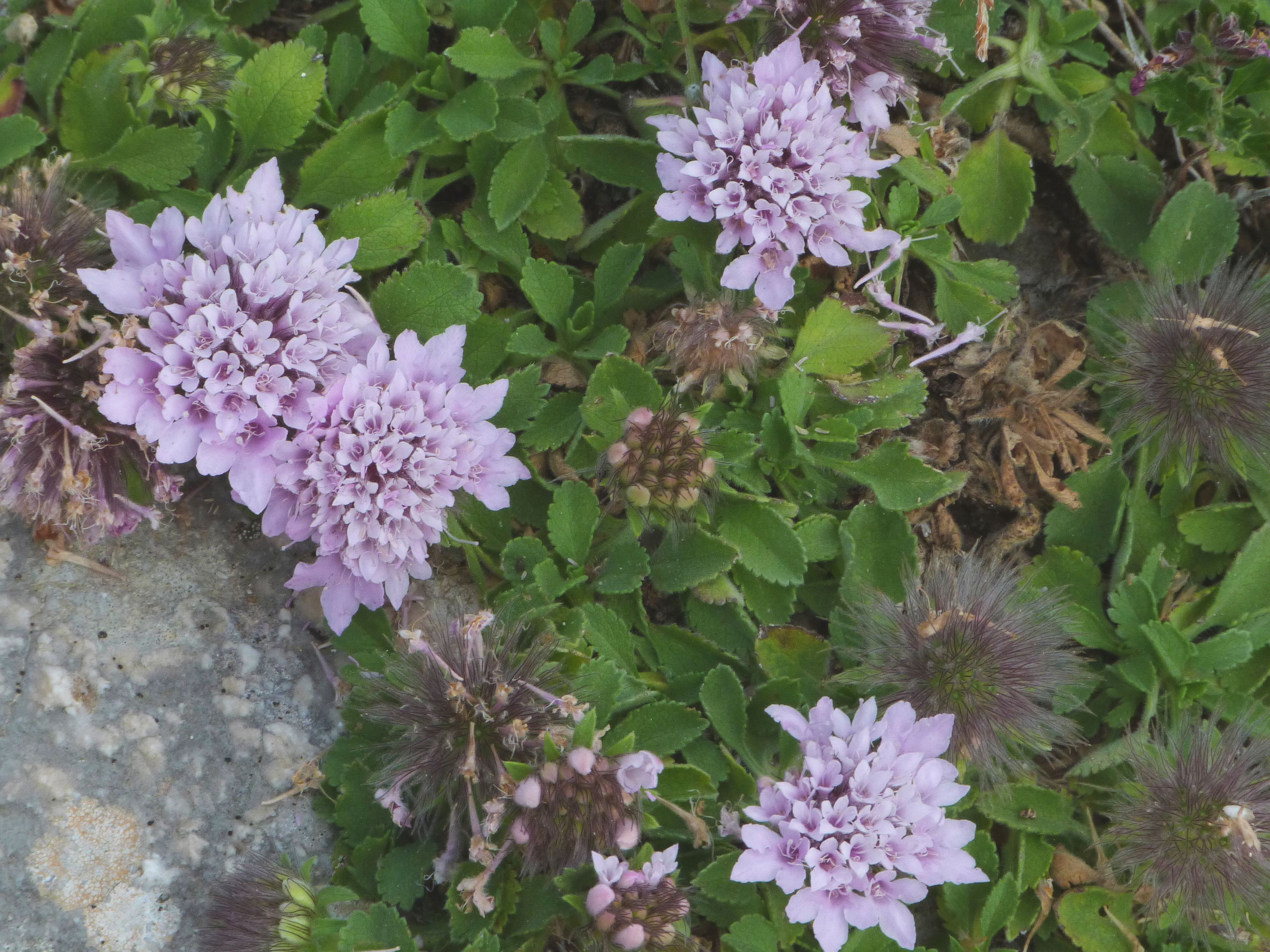
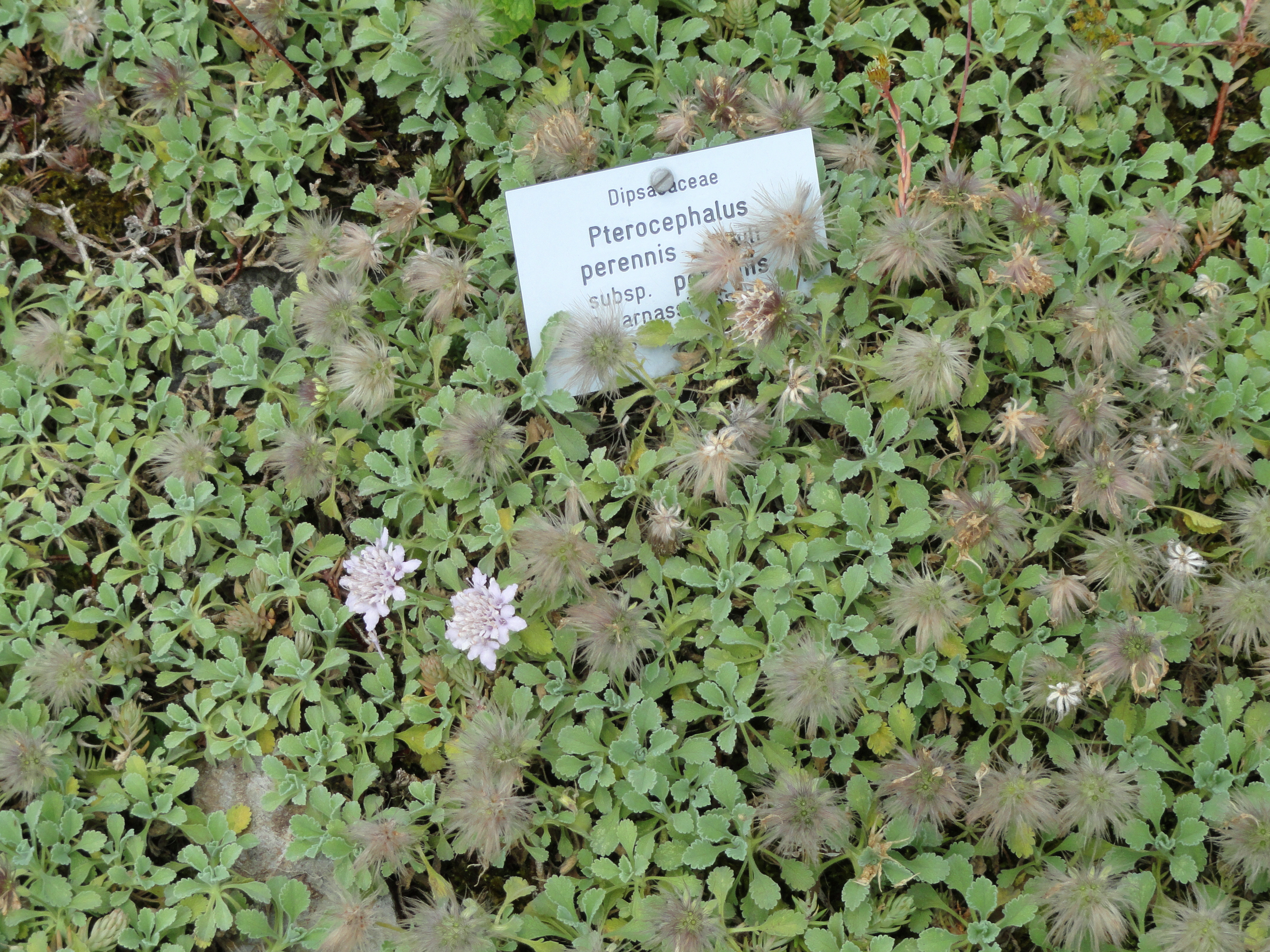
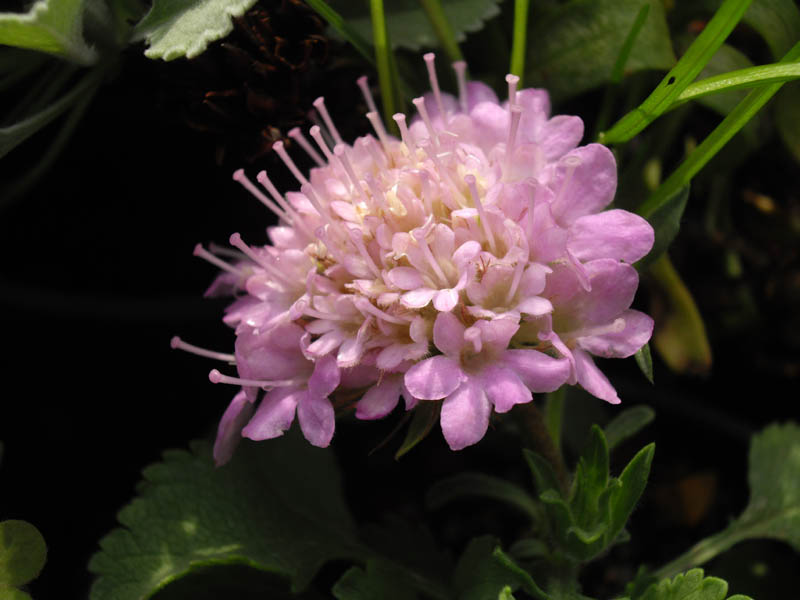
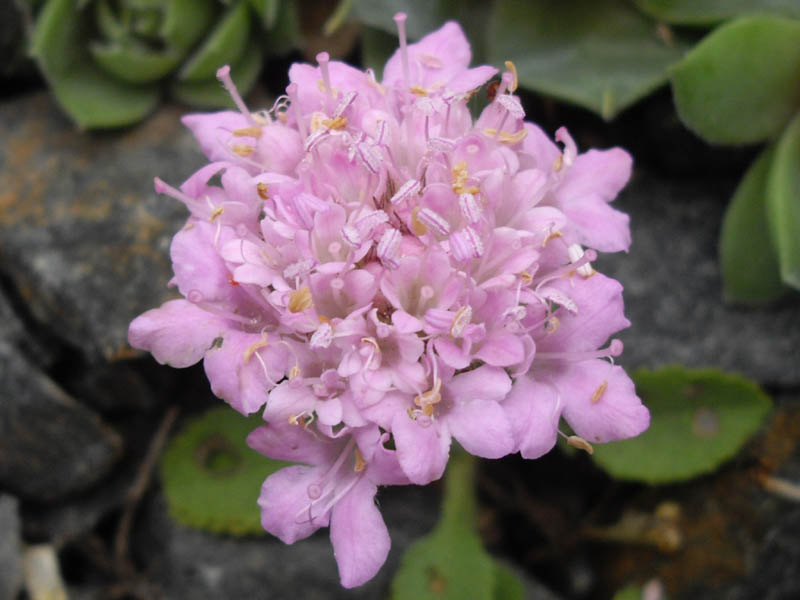
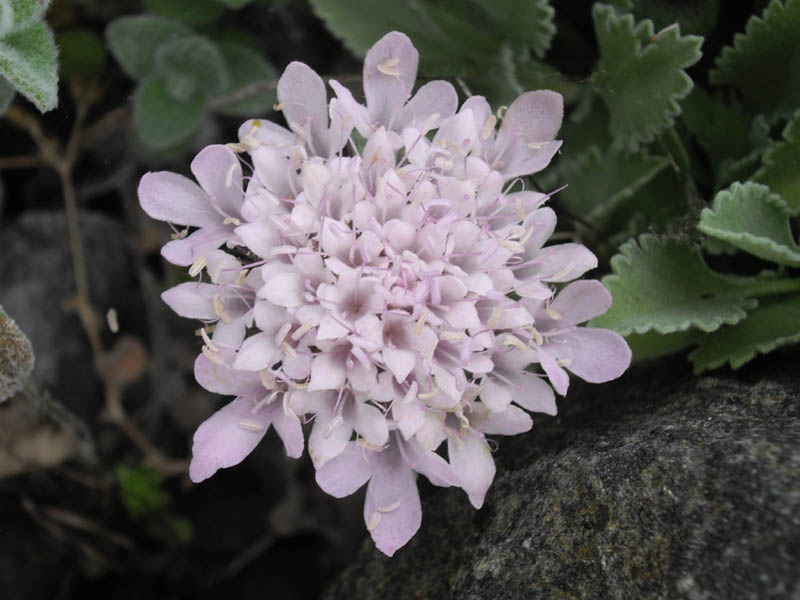
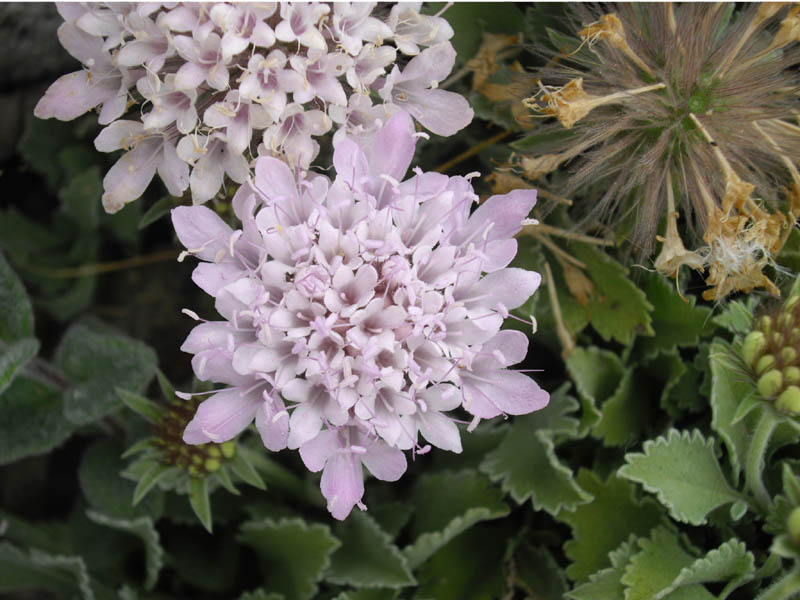